# Klemm Kl 35
Klemm Kl 35 byl německý dvoumístný sportovní a výcvikový jednomotorový dolnoplošník celodřevěné konstrukce potažený překližkou a plátnem z poloviny 30. let 20. století. 

## Vývoj

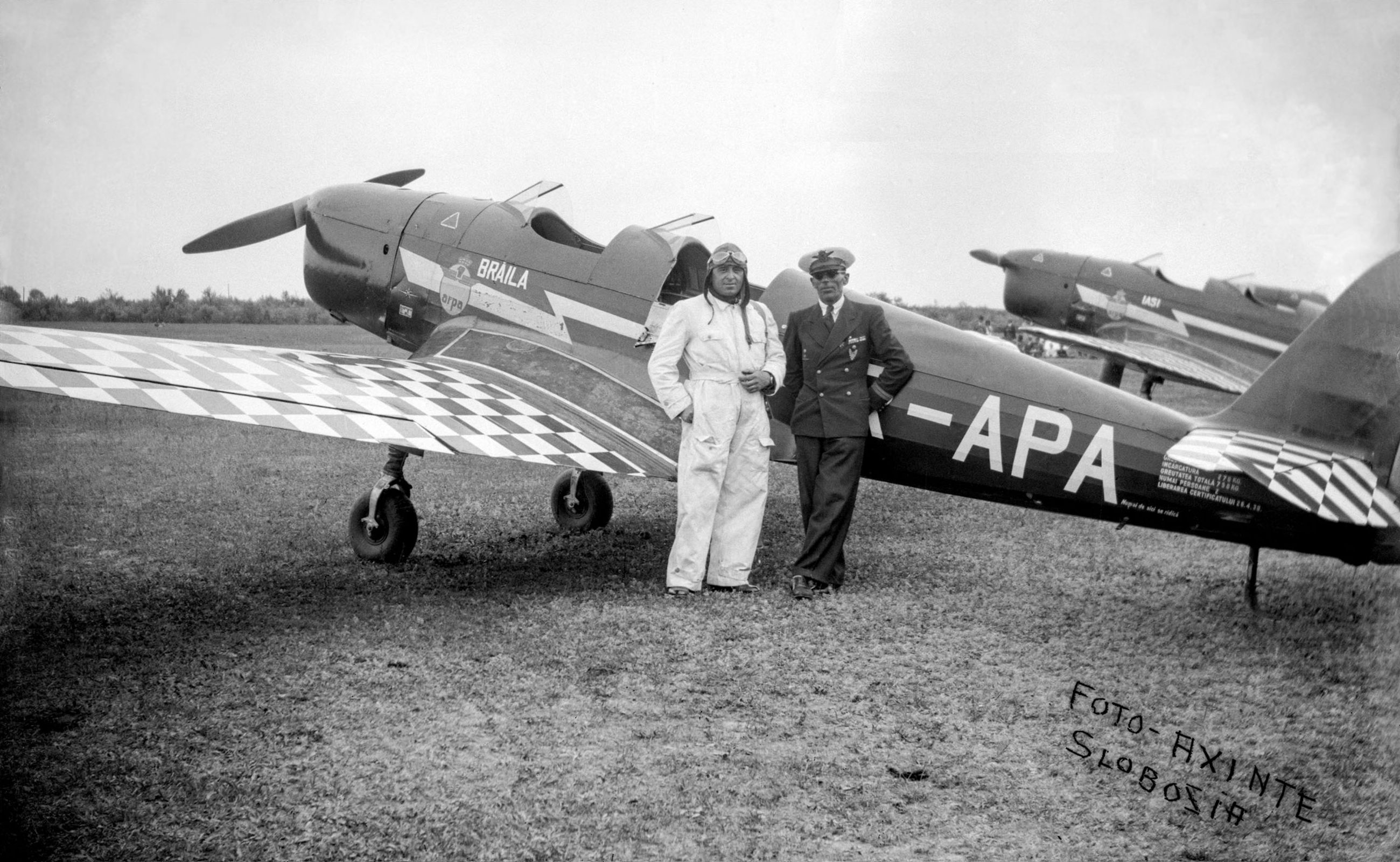
Rumunský Kl 35 (YR-APA)

První prototyp Kl 35a vzlétl roku 1935, poháněný čtyřválcovým vzduchem chlazeným motorem Hirth HM 60 R o maximálním výkonu 59 kW. Kola hlavního pevného podvozku byla opatřena aerodynamickými kryty.
Druhý prototyp Kl 35b představoval vzor sériové verze Kl 35 B s instalovanou řadovou čtyřválcovou pohonnou jednotkou Hirth HM 504 A-2 o maximálním výkonu 77 kW.
V roce 1938 vznikla verze Kl 35 BW vybavená dřevěnými, nebo kovovými plováky, která ve své třídě překonala několik světových rekordů. Ve stejném roce byla zahájena produkce modernizované varianty Kl 35 D pro potřeby Luftwaffe. Měla zesílený podvozek bez aerodynamických krytů kol s možností záměny za plováky, nebo lyže.
Z verze Kl 35 D vznikl zabudováním silnějšího motoru Hirth HM 500 o výkonu 73 kW letoun Kl 106.
Za druhé světové války se Kl 35 vyráběl i na území Protektorátu ve Zlínských leteckých závodech v počtu 275 kusů. Po válce létal v Československu pod označením C-1. Licenční výroba typu probíhala rovněž ve Švédsku pod označením Sk 15 a u společnosti Fieseler.

## Specifikace

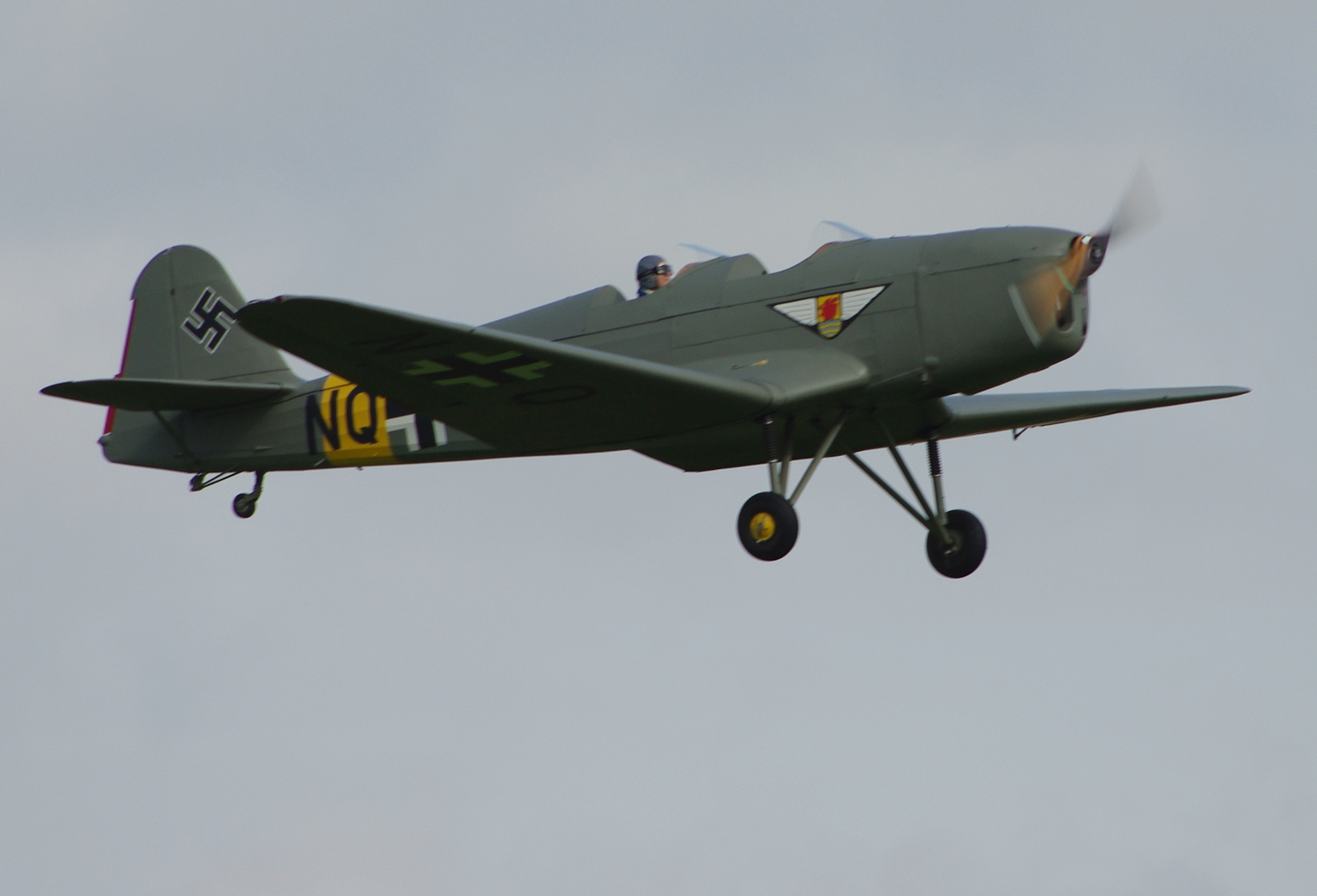
Klemm Kl 35, 2008

Údaje platí pro Kl 35 D

### Technické údaje
- Rozpětí: 10,40 m
- Délka: 7,50 m
- Výška: 2,05 m
- Hmotnost prázdného stroje: 460 kg
- Vzletová hmotnost: 750 kg

### Výkony
- Maximální rychlost: 212 km/h
- Cestovní rychlost: 190 km/h
- Přistávací rychlost: 78 km/h
- Počáteční stoupavost: 3 m/s
- Dostup: 4350 m
- Dolet: 665 km